# زالتسلاندكرايس
زالتسلاندكرايس (بالألمانية: Salzlandkreis) هو قضاء يقع في نصف ساكسونيا أنهالت، ألمانيا. 

## بلدات
يتكون قضاء زالتلاندكرايس من التقسيمات التالية:
| بلدات | بلديات       |
| --- | ------------ |
| 1. آشرسليبن 2. باربي 3. برنبورغ 4. كالبة 5. هكلينغن 6. كونرن 7. نينبورغ 8. شونهبك 9. زيلاند 10. شتاسفورت | 1. Bördeland |

| وحدات إدارية                                                                        | وحدات إدارية                                                                         |
| ----------------------------------------------------------------------------------- | ------------------------------------------------------------------------------------ |
| - 1. Egelner Mulde 1. Bördeaue 2. Börde-Hakel 3. Borne 4. Egeln1, 2 5. Wolmirsleben | - 6. Saale-Wipper 1. Alsleben2 2. Giersleben 3. Güsten1, 2 4. Ilberstedt 5. Plötzkau |
| 1seat of the Verbandsgemeinde; 2town                                                |                                                                                      |